# Мериленд (окръг в Либерия)
Вижте пояснителната страница за други значения на Мериленд.
Мериленд е окръг в Либерия. Разположен е в югоизточната част на страната, има излаз на Атлантическия океан и граничи с Кот д'Ивоар. Името на окръга идва от американския щат Мериленд. Столица му е град Харпър. Площта е 2296 км², а населението, според преброяването през 2008 г., е 135 938 души. Гъстотата на населението е 59,21 души/км². Мериленд се дели на 2 района.
Земеделието е главната икономическа активност в окръга. 60% от населението не е безработно, което е рядкост в Либерия, и се занимава със земеделие. Най-масово отглежданите култури са оризът и маниоката.